# 商業界
株式会社商業界（しょうぎょうかい、英文社名：The Shogyokai Publishing Co.,Ltd. ）は、かつて存在した日本の出版社。東京都港区に本社を置き、小売・流通などに関する書籍を刊行していた。2020年3月31日に事業を停止し、同年4月2日、東京地方裁判所から破産開始決定を受けた。

## 沿革
1948年（昭和23年）に創業した、流通小売業を対象とする業界誌を発行する出版社である。
月刊誌『商業界』『販売革新』『食品商業』『ファッション販売』の4誌をはじめ、ネットメディア『商業界オンライン』、日本国内の主要スーパーマーケット・チェーンストア情報を網羅した『日本スーパー名鑑』のほか、数多くの経営専門書や実務テキストなどを発行していた。
さらに、店舗スタッフおよび店長を教育するセミナーの開催、経営幹部を育成するスクールの開校などの教育事業によって、商業の技術と精神を広く啓蒙することを目的に事業を行っていた。
ピーク期の1996年6月期には売上高約21億円を記録したが、2010年代以降は出版不況のあおりを受け、2010年6月期には12億5,000万円にまで売上高が激減。さらに2019年6月期には約7億円にまで落ち込み、債務超過も3億2,900万円にまで拡大した。2020年3月31日付で全従業員を解雇した上で公式ウェブサイトに休業を発表。同年4月2日に破産開始決定を受けた。大手信用調査会社の東京商工リサーチによると、負債総額は約8億8,000万円に上る。
株式会社商業界は、翌2021年7月2日付で法人格が消滅した。

## 出版物

### 雑誌
- 『商業界』- 1948年創刊。「店は客のためにある」[4]という理念のもと、全国の商店、商人への取材を通し、商売に役立つ情報を発信。
- 『販売革新』- 1963年創刊。様々な業態のチェーンストアの企業戦略や業界動向、新店情報などを紹介。
- 『食品商業』- 1972年創刊。食品スーパーマーケットに特化した雑誌。実務知識や食品業界の情報を提供。
- 『ファッション販売』- 1976年創刊。アパレルショップ、衣料品部門の販売員や経営者向け雑誌。接客技術や企業戦略を中心に紹介。

#### 過去に刊行していた雑誌
- 『飲食店経営』- 1975年創刊（2015年、株式会社アール・アイ・シーに譲渡）
- 『コンビニ』- 1998年創刊（2016年、株式会社アール・アイ・シーに譲渡）

### WEBメディア
- 商業界オンライン - 2017年開設[4]

### 書籍
- 『日本スーパー名鑑』 - 1962年〜
- 『すぐ分かるハンドブック』シリーズ

## 関連会社
- 株式会社商業界会館 - 旧本社ビル「商業界会館」を運営。法人は存続し事業継続中[1]。